# Scleropactes granulatus
Scleropactes granulatus is een pissebed uit de familie Scleropactidae. De wetenschappelijke naam van de soort is voor het eerst geldig gepubliceerd in 1901 door Richardson.